# Hermann Hassbargen
Hermann Hassbargen (* 17. Januar 1893 in Blersum; † 1. Mai 1955) war ein deutscher Bibliothekar.

## Wirken
Hermann Hassbargen studierte Evangelische Theologie und Philosophie an der Universität Göttingen. 1917 legte er dort sein Staatsexamen ab, seine Promotion erfolgte 1920. Nach einer praktischen Ausbildung für den gehobenen Bibliotheksdienst in Göttingen und Hildesheim erfolgte die Diplomprüfung hierfür 1921. Nach kurzer Tätigkeit an der Staats- und Universitätsbibliothek Göttingen (1921) war er von 1922 bis 1927 an der Bibliothek der Technischen Hochschule Danzig tätig, von 1927 bis 1945 arbeitete er an der Stadtbibliothek Danzig, deren Direktor er 1939 wurde. Von 1933 bis 1945 war er außerdem für die Forschungsstelle für die Geschichte Hamburgs tätig.
In seinen Veröffentlichungen beschäftigte sich Hassbargen vor allem mit der Geschichte der Stadt Danzig und der Familie Schopenhauer.

## Schriften
- Die ethischen Grundgedanken Ernst Laas’ und Rudolf von Ihering’s historisch-gesellschaftliche Theorie. Dissertation Universität Göttingen 1920.
- Johanna Schopenhauers Kriegserlebnisse in Weimar. In: Zeitschrift des Westpreußischen Geschichtsvereins, Bd. 67 (1927), S. 113–124.
- Johanna Schopenhauers Briefe an C. W. Labes in Danzig. In: Mitteilungen des Westpreußischen Geschichtsvereins, Bd. 17 (1928), Nr. 4, S. 61–74.
- Die Danziger Vorfahren Arthur Schopenhauers (= Heimatblätter des Deutschen Heimatbundes Danzig, Jg. 5, H. 4). Kafemann, Danzig 1928.
- Dreizehn unbekannte Briefe Schopenhauers. In: Jahrbuch der Schopenhauer-Gesellschaft, Bd. 15 (1928), S. 211–239.
- Alte Briefe – neue Dokumente. In: Jahrbuch der Schopenhauer-Gesellschaft, Bd. 18 (1931), S. 322–350.
- Robert Reinick (= Heimatblätter des Deutschen Heimatbundes Danzig, Jg. 9, H. 1). Kafemann, Danzig 1932.
- Stadtbibliotheken und Gesamtkatalog. In: Zentralblatt für Bibliothekswesen, Bd. 51 (1934), S. 417–423.
- Die Reformation in Danzig 1525 als Ereignis deutscher Geschichte mit Hilfe neuer Quellen. Danziger Verlagsgesellschaft, Danzig 1937.
- Kleine Chronik von Danzig. Danziger Verlagsgesellschaft, Danzig 1939.
- Sind Bibliotheken Totenhäuser des Schrifttums? In: Hans Hagemeyer (Hrsg.): Einsamkeit und Gemeinschaft. Spemann, Stuttgart 1939, S. 116–131.
- Neues über alte Danziger Zeitungen. In: Der Deutsche im Osten, Jg. 5 (1942), H. 1, S. 23–30.
- (Bearb.): Friedrich Meyer-Abbich / Die Masken fallen. Aus den Geheimpapieren des Dritten Reiches. Morawe & Scheffelt, Hamburg 1949.